# Condado de Morgan (Misuri)
El condado de Morgan (en inglés: Morgan County), fundado en 1833, es uno de 114 condados del estado estadounidense de Misuri. En el año 2000, el condado tenía una población de 19,309 habitantes y una densidad poblacional de 12 personas por km². La sede del condado es Versailles. El condado recibe su nombre en honor al general Daniel Morgan.

## Geografía
Según la Oficina del Censo, el condado tiene un área total de 1590 km² (613,9 mi²), de la cual 1547 km² (597,3 mi²) es tierra y 43 km² (16,6 mi²) (2.68%) es agua.

### Condados adyacentes
- Condado de Cooper (norte)
- Condado de Moniteau (noreste)
- Condado de Miller (sureste)
- Condado de Camden (sur)
- Condado de Benton (oeste)
- Condado de Pettis (noroeste)

## Demografía
Según la Oficina del Censo en 2000, los ingresos medios por hogar en el condado eran de $30,659, y los ingresos medios por familia eran $35,908. Los hombres tenían unos ingresos medios de $26,579 frente a los $19,072 para las mujeres. La renta per cápita para el condado era de $15,950. Alrededor del 16.20% de la población estaban por debajo del umbral de pobreza.

## Transporte

### Carreteras principales
- U.S. Route 50
- Ruta 5
- Ruta 7
- Ruta 52
- Ruta 135

## Localidades
| - Barnett - Florence - Gravois Mills | - Laurie - Rocky Mount - Stover | - Sunrise Beach - Syracuse - Versailles |